# Ulrich Le Pen
Pour les articles homonymes, voir Le Pen.
Ulrich Le Pen (prononcé [lə pɛn]) est un joueur de football français né le 23 janvier 1974 à Auray (Morbihan). Il évoluait au poste d'ailier gauche ou de milieu offensif. Il mesure 1,76 m pour 64 kg.

## Biographie

### Carrière de joueur
Originaire du Morbihan, Ulrich Le Pen passe par la section sport études football du collège Eugène-Guillevic de Saint-Jean-Brévelay.

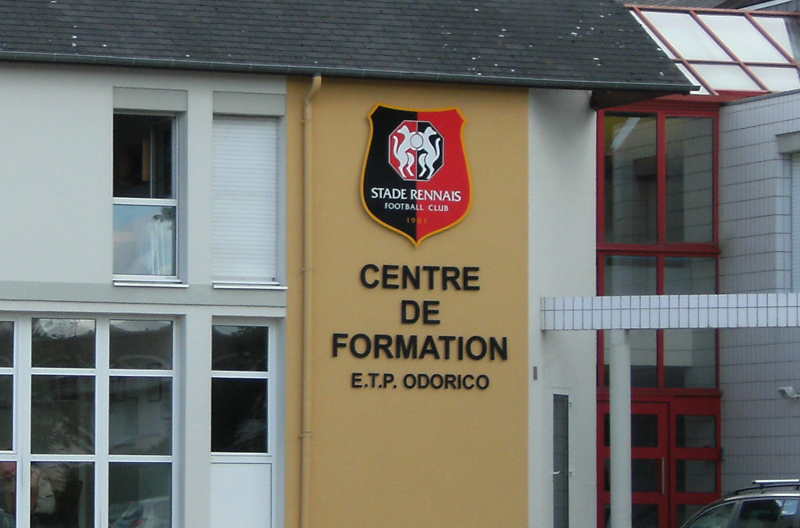
Ulrich Le Pen est formé Stade rennais à partir de 1989.

Formé au Stade rennais où il arrive en 1989 en provenance du Véloce vannetais, Ulrich Le Pen fait ses débuts en équipe première à 18 ans. Il se fait remarquer par sa technique très fine, et accède à la D1 en 1994, sous les ordres de Michel Le Milinaire. En avril 1994 il signe son premier contrat professionnel d'un an. Il est appelé en équipe de France espoirs lors de la saison 1994-1995. Pour sa première sélection, il entre à la 75e et marque à la 77e. En cinq saisons avec le Stade rennais, il totalise plus d'une centaine de matches, la majeure partie comme remplaçant. 
En 1997, il signe au Stade lavallois où il reste deux années. Après une saison tronquée par des blessures, il se relance au FC Lorient, avec un objectif simple : la remontée en D1. Sur le flanc gauche du milieu de terrain lorientais, il succède à un autre ex-Lavallois, Stéphane Pédron. Il accède à la Division 1 en 2001. En novembre 2001, alors qu'il est en tête du classement des passeurs de D1, il est transféré dans le club anglais d'Ipswich Town, pour 2,3 millions d'euros. Son contrat porte sur trois saisons et demi, et il quadruple son salaire. Mais il se blesse assez gravement au pied gauche lors de son premier et unique match en Premier League contre Bolton, au bout de douze minutes de jeu : il doit se faire poser neuf points de suture et est absent pour plus d'un mois. Rarement utilisé, il envisage dès le printemps 2002 d'écourter son expérience outre-manche et le Racing Club de Strasbourg s'intéresse à lui. Après un dernier match en Coupe de l'UEFA en août 2002, il rejoint Strasbourg, d'abord prêté pour un an. Il explique : « J'ai compris que la qualité de vie est plus importante que l'argent et je souhaite revenir en France. » Transféré définitivement en juin 2003, il jouera pour Strasbourg de 2002 à 2006. En 2004 il termine quinzième au classement des étoiles du magazine France Football, à égalité avec le Brésilien Juninho. En 2005 il remporte la Coupe de la Ligue avec le club alsacien. 
En septembre 2006, il revient au FC Lorient. À l'occasion du match Lorient-Valenciennes le 28 octobre 2006, à la suite de la blessure du gardien titulaire, Fabien Audard, puis l'expulsion du son remplaçant, Lionel Cappone, Ulrich Le Pen occupe le poste de gardien de but. Il fera un match héroïque dans les buts et contribuera, par ses arrêts, à la victoire des siens face aux joueurs nordistes (1-0) ce qui lui vaudra l'attribut d'homme du match. 
Il dispute son dernier match avec le club breton le 30 mai 2009 contre Le Mans au stade du Moustoir. « Je vais passer pour un mec sans cœur, mais ce dernier match, ça ne me fait rien du tout », dit-il dans L'Équipe. « À Lorient, j'ai fait mon temps. Je suis presque content que ça se termine. Moi, en dehors des entraînements et des matches, le foot commençait à me saouler un peu. » 
Il signe cependant pour une dernière saison à Laval et retrouve sa famille.
En 2020 les internautes du Télégramme le désignent dans l'équipe type du FC Lorient pour le XXIe siècle. En 2022, le magazine So Foot le classe dans le top 1000 des meilleurs joueurs du championnat de France, à la 776ème place.

### Reconversion
Ulrich Le Pen se reconvertit dans le commerce : d'abord en ouvrant un magasin de prêt-à-porter pour homme à Laval, puis comme vendeur chez Decathlon. Depuis août 2020, il est également consultant sur France Bleu Mayenne.

## Clubs
- 1992-1997 : Stade rennais ( France)
- 1997-1999 : Stade lavallois ( France)
- 1999-2001 : FC Lorient ( France)
- 2001-2002 : Ipswich Town ( Angleterre)
- 2002-2006 : RC Strasbourg ( France)
- 2006-2009 : FC Lorient ( France)
- 2009-2010 : Stade lavallois ( France)

## Palmarès
- Vainqueur de la Coupe de la Ligue en 2005 (RC Strasbourg)

## Statistiques
- 7 matchs et 2 buts en Coupe de l'UEFA
- 251 matchs et 24 buts en Ligue 1
- 168 matchs et 29 buts en Ligue 2
- 1 match et 0 but en Premier League